# Amagasaki
Amagasaki è una città giapponese della prefettura di Hyōgo.